# Labubu

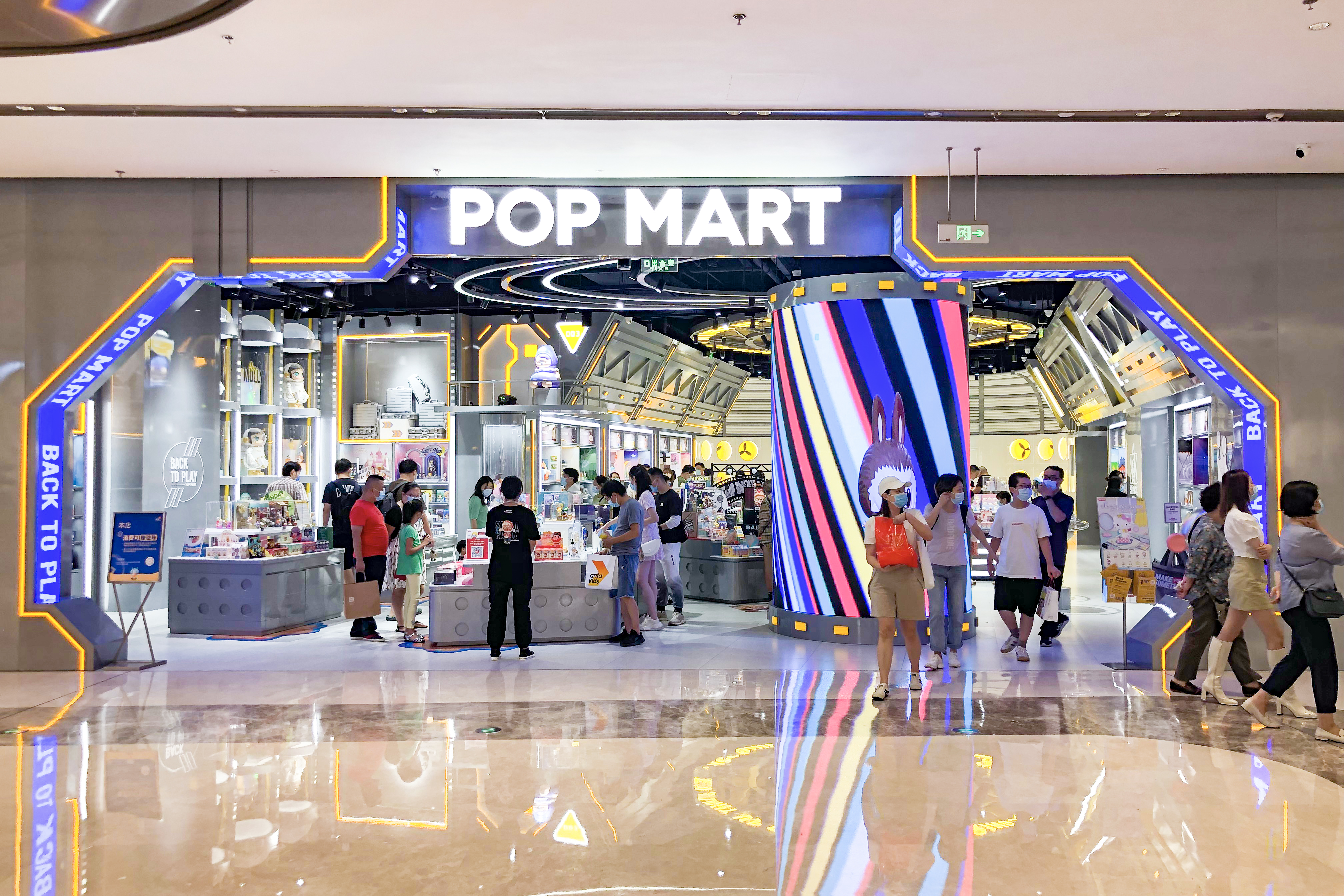
Los muñecos Labubu se venden en Pop Mart desde 2019.

Labubu (en chino: 拉布布) es una serie de muñecos de peluche coleccionables en forma de elfos monstruosos creados por el diseñador hongkonés Kasing Lung (en chino: 龍家昇), comercializados exclusivamente por la empresa minorista china Pop Mart. Labubu también es el nombre del personaje principal de la serie.

## Historia
Labubu comenzó como un personaje diseñado por Kasing Lung, un artista nacido en Hong Kong y criado en los Países Bajos. Labubu formaba parte de la serie de cuentos de Lung llamada The Monsters, influenciada por el folclore nórdico y la mitología que disfrutó durante su infancia.
Labubu fue presentado por primera vez en 2015, con figuritas de monstruos producidas por la empresa How2Work; el juguete ganó mayor reconocimiento en 2019 tras una colaboración con Pop Mart. Esta asociación impulsó la popularidad de Labubu entre los coleccionistas.

## Diseño
Los Labubu se describen como personajes de aspecto juguetón pero ligeramente feroz, con cuerpos redondos y peludos, ojos grandes, orejas puntiagudas y nueve dientes afilados que forman una sonrisa traviesa. Además de Labubu, otras figuras pertenecen a una tribu llamada «The Monsters», que incluye a los personajes Mokoko, Pato, Spooky, Tycoco (el novio de Labubu con aspecto de esqueleto) y Zimomo (el líder de los monstruos, con una cola puntiaguda). Los muñecos se han producido con una gran variedad de apariencias.
La primera línea de llaveros Labubu, titulada «Exciting Macaron» (en chino: 心動馬卡龍), fue lanzada en octubre de 2023. Otras colecciones incluyen «Fall in Wild», la línea de siete figuritas «Have a Seat» (en chino: 坐坐派對) y «Big into Energy» (en chino: 大動力系列).
Pop Mart también ha colaborado con varias marcas, produciendo una serie de cajas sorpresa de invierno con temática de Coca-Cola con once Labubus a finales de 2024 y una línea de 13 figuritas de «The Monsters» reimaginados como los personajes del manga y anime One Piece a principios de 2025. Otras figuras se han lanzado exclusivamente en varios museos, como la serie «Labubu's Artistic Quest» vendida en la tienda de Pop Mart en el Museo del Louvre en París.

## Cajas sorpresa
Las figuras de Labubu a menudo se venden en cajas sorpresa, agrupadas en líneas temáticas, que contienen un juguete elegido al azar de esa serie. Las series suelen incluir una figura «secreta» poco común, además de los diseños publicitados.

## Recepción
El juguete ganó notoriedad en abril de 2024 después de que Lisa, miembro del grupo de K-pop Blackpink, fuera vista con un llavero de Labubu en su bolso. Esto desató una tendencia que contribuyó rápidamente a su creciente reconocimiento en Tailandia y otras partes del sudeste y este de Asia.
El informe interino de Pop Mart de 2024, publicado el 20 de agosto, indicó que la línea generó ventas de 6300 millones de yuanes chinos (aproximadamente 870 millones de dólares estadounidenses) para la primera mitad del año.
En 2025, se realizaron 108 solicitudes a Indecopi para registrar la marca «Labubu» en Perú en juguetes, ropa, cosméticos y otros; de las cuales 10 fueron aprobadas.